# FC 카렐리아 페트로자보츠크
FC 카렐리아 페트로자보츠크(러시아어: ФК «Карелия Петрозаводск»)는 페트로자보츠크를 연고로 하는 러시아의 축구단이다. 현재 러시아 프로페셔널 풋볼 리그에 참가하고 있다.